# Black Rock (New York)
Pour les articles homonymes, voir Black Rock.
Black Rock, est un quartier du nord-ouest de Buffalo, dans l'ouest de l'État de New York, sur le lac Érié, près des chutes du Niagara. 
Black Rock tient son nom de l'affleurement de marbre noir qui longeait les rives du Niagara mais qui fut explosé avec la construction du canal Érié.
En 1813, durant la guerre anglo-américaine Black Rock et Buffalo sont complètement incendiés par les Britanniques.
Au XIXe siècle, surtout dans les années 1850, Black Rock était un passage important du "Chemin de fer clandestin", un réseau de routes clandestines construites par les esclaves noirs américains pour se réfugier au-delà de la ligne Mason-Dixon et jusqu’au Canada avec l’aide d'abolitionnistes.
Black Rock est annexé en 1853 par Buffalo.